# سرگی نمچینوف

امضای سرگی نِمْچینوف

سرگی نمچینوف (روسی: Серге́й Львович Немчинов؛ زادهٔ ۱۴ ژانویهٔ ۱۹۶۴) بازیکن هاکی روی یخ اهل روسیه است.
وی همچنین برندهٔ جوایزی همچون جام استنلی شده‌است.
از باشگاه‌هایی که در آن بازی کرده‌است می‌توان به نیویورک رنجرز و ونکوور کناکز اشاره کرد.